# Dominikanerkloster Pasewalk
Das Kloster St. Peter und Paul war ein Kloster der Dominikaner in Pasewalk. Es bestand von 1277 bis 1562.

## Lage
Das Dominikanerkloster lag in der mittelalterlichen Stadt direkt an der Stadtmauer, wie es bei den im 13. Jahrhundert entstandenen Klöstern der Bettelorden häufig der Fall war. Es sind keine Reste erhalten.
Heute befindet sich das Amtsgericht Pasewalk auf einem Teil des ehemaligen Klosterplatzes.

## Geschichte
1277 wurde das Dominikanerkloster in Pasewalk gegründet. Die genauen Umstände sind unbekannt, der Stifter war wahrscheinlich Markgraf Johann II. von Brandenburg, zu dem das Gebiet in dieser Zeit gehörte und der 1275 das Dominikanerkloster in Prenzlau gegründet hatte.
Es sind nur wenige Nachrichten aus der Geschichte des Klosters erhalten. Diese erwähnen Stiftungen und Schenkungen, unter anderem von Klerikern  aus Stettin, Greifswald und Prenzlau. Das Dominikanerkloster besaß einige Parzellen und Wiesen als geringen Grundbesitz. 1501 wechselte es mit den Konventen in Greifswald und Reval von der Ordensprovinz Polonia zur Provinz Saxonia.
Etwa in dieser Zeit schloss es sich auch der holländischen Kongregation der Dominikaner an, die bei der Beachtung der Ordensregeln eine strengere Observanz praktizierte.
1532 kam es im Zuge der Einführung der Reformation bei einem Aufruhr in Pasewalk auch zu Übergriffen auf das Kloster und die Ordensleute. 1535 fand eine erste Visitation des Klosters durch die Bürgerschaft statt, bei der Wertgegenstände wie Kelche, Monstranzen und  Silber beschlagnahmt wurden. Dort wurde auch die Bibliothek erwähnt. Wahrscheinlich lebten danach noch einige Ordensmänner weiter im Kloster, das jedoch keine neuen Mitglieder aufnehmen durfte und deshalb ausstarb. 1562 gab es eine weitere Visitation, von der ein Verzeichnis der Bibliothek mit etwa 100 Büchern erhalten ist.
1702 war die Kirche verfallen, Reste der ehemaligen Klausurgebäude wurden als notdürftige Wohnungen genutzt. Um 1900 waren keine baulichen Reste mehr erhalten.
Von 1903 bis 1905 wurde das Amtsgericht auf dem Klosterplatz gebaut.